# In divisa
In divisa è un termine utilizzato in araldica per indicare una pezza lunga (fascia, banda o sbarra) la cui larghezza è stata ridotta a due terzi del valore ordinario.
La sbarra in divisa è detta anche traversa.

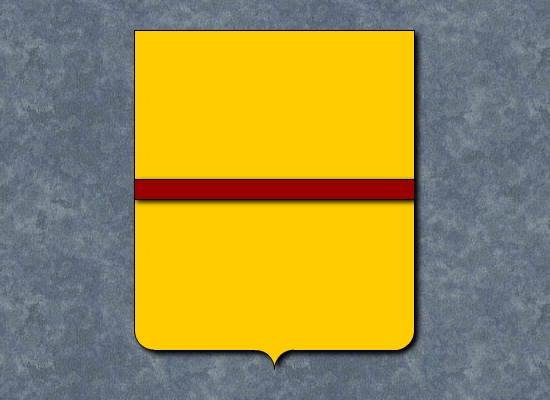
D'oro, alla fascia in divisa di rosso posta in cuore
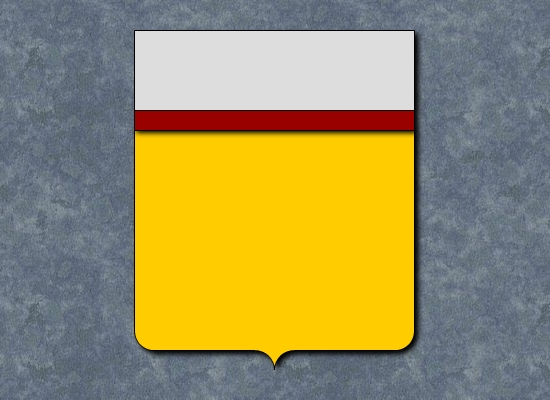
D'oro, al capo d'argento sostenuto da una divisa di rosso
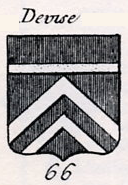
Di rosso a due scaglioni d'argento, alla divisa d'oro in capo
D'argento, a tre bande in divisa alzate di rosso (Lord Byron)